# Classe Mazzinghi
Le motovedetta d'altura Classe Mazzinghi, conosciute anche come Classe Scialoja, sono delle unità della Guardia costiera italiana, realizzate, tra il 1988 e il 1990, dalla società Bacino di carenaggio SPA di Trapani ed entrate in servizio nel 1991.

## Caratteristiche
Le imbarcazioni di questa classe, evoluzione della precedente Cavallari, hanno un dislocamento di 136 tonnellate una lunghezza fuori tutto di 29.50 metri, una larghezza di 6,70 metri e sono state realizzate con scafo in acciaio e sovrastruttura in lega.
Le imbarcazioni sono equipaggiate con quattro motori diesel CRM 12 D/SS accoppiati per asse, che consentono una velocità massima di 22 nodi con un'autonomia di 1000 miglia, mentre quattro motori Isotta Fraschini V1712 provvedono ai servizi di bordo. Le imbarcazioni dispongono anche di un battello pneumatico con motore fuoribordo.
L'armamento è costituito da due mitragliatrici MG 42/59 calibro 7,62 NATO.

## Unità
L'unità capoclasse prende il nome dal generale Francesco Mazzinghi, fondatore del Corpo delle Capitanerie di Porto.
| Francesco Mazzinghi |  | CP-405 | 1990            | 4 marzo 1991 | // 247035900 | 2020 |
| Antonio Scialoja    |  | CP-406 | 13 gennaio 1990 | 1991         | // 247027700 |      |
| Michele Lolini      |  | CP-407 | 1990            | 1991         | 8897942 //   | 2020 |
| Mario Grabar        |  | CP-408 | 1990            | 1991         | 8968040 //   | 2020 |

## Servizio
L'unità capoclasse Mazzinghi e le motovedette Lolini e Grabar hanno la loro base operativa a Messina, mentre la motovedetta Scialoja ha la sua base a Livorno.
La motovedetta Scialoja dal 2008 è diventata un vero e proprio laboratorio galleggiante, ed è stata attrezzata appositamente con sofisticati strumenti di monitoraggio del mare, per effettuare missioni per la salvaguardia dell’ecosistema, soprattutto nell'Arcipelago toscano e nel Santuario dei cetacei. L'imbarcazione effettua numerose campagne didattiche per il personale del Corpo, compresi gli allievi dell’Accademia Navale, aventi come tema la formazione in materia ambientale, settore nel quale la Guardia costiera e la Marina Militare sono ormai da diversi anni impegnate; la nave è stata sottoposta, tra novembre 2013 e aprile 2014, a lavori di riallestimento effettuati a Gaeta, che hanno riguardato grossi interventi allo scafo e alle parti strutturali più importanti ed equipaggiata Side-scan sonar e ROV.
Nel 2020 le unità: CP405 Mazzinghi, CP407 Lolini e CP408 Grabar sono state radiate e vendute all'asta alla MEDIAGRAPHIC Srl.

## Galleria d'immagini

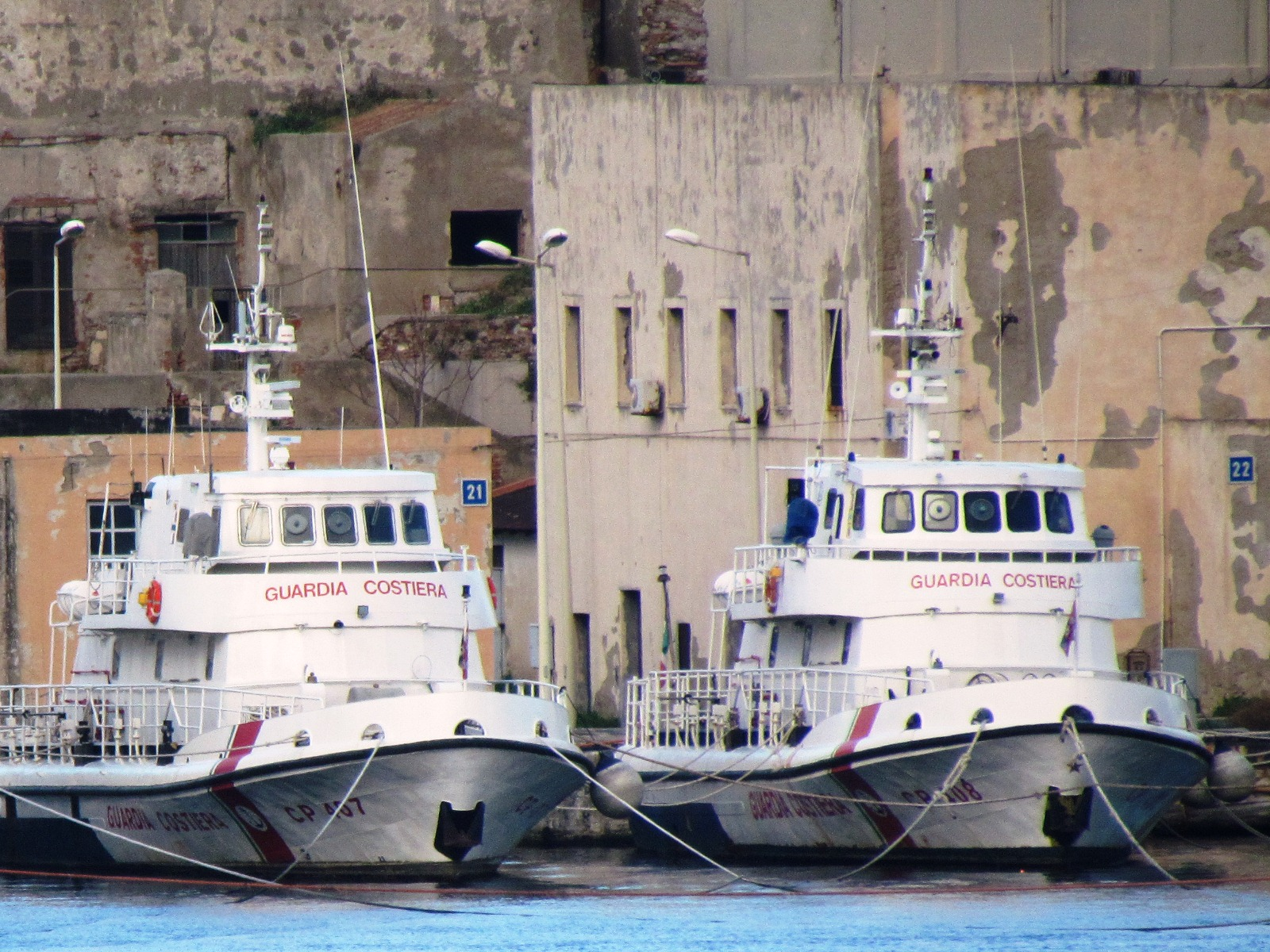
Le motovedette Grabar (CP-408) e Lolini (CP-407) ormeggiate a Messina
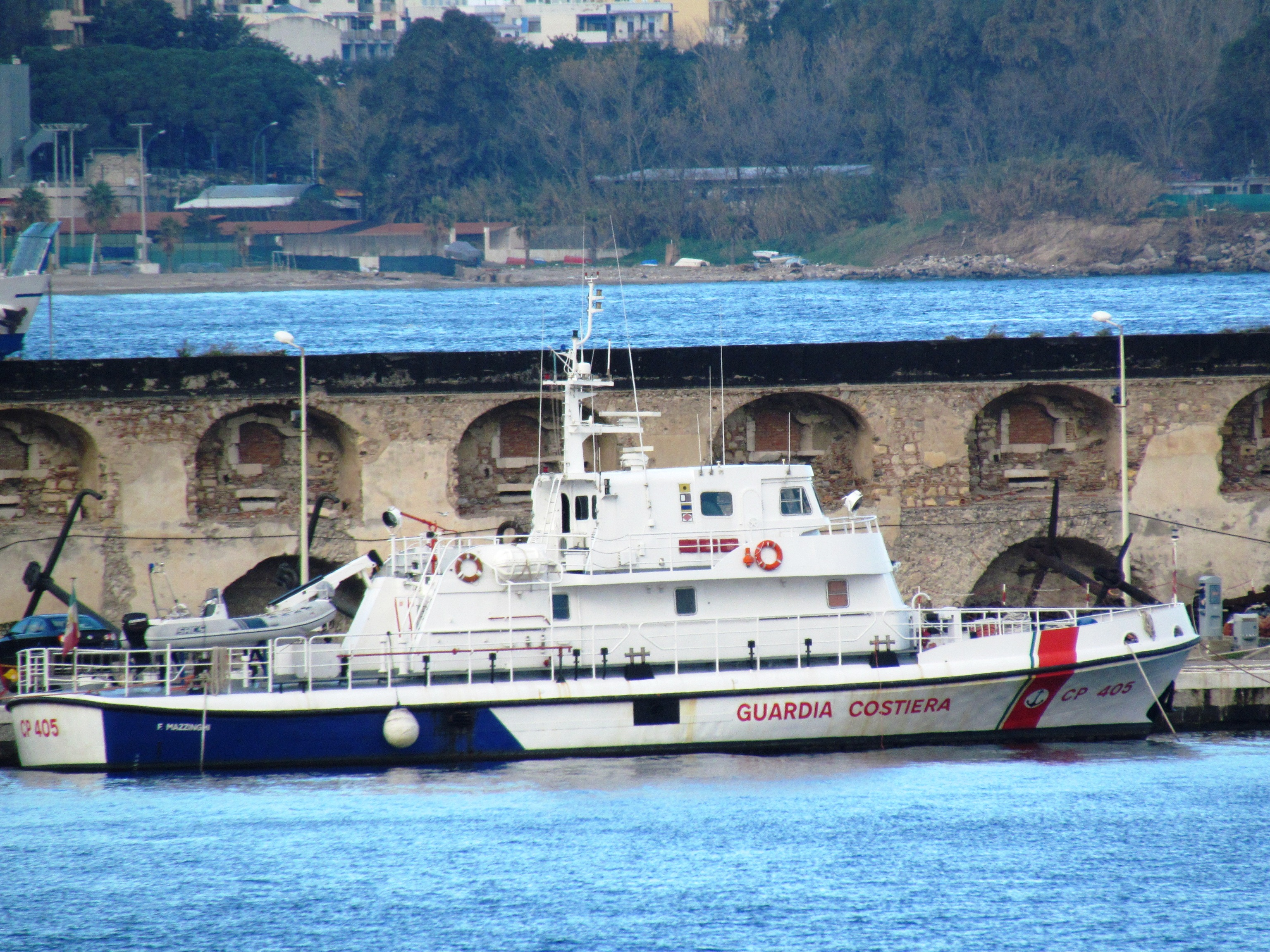
La capoclasse Mazzinghi (CP-405) ormeggiata a Messina
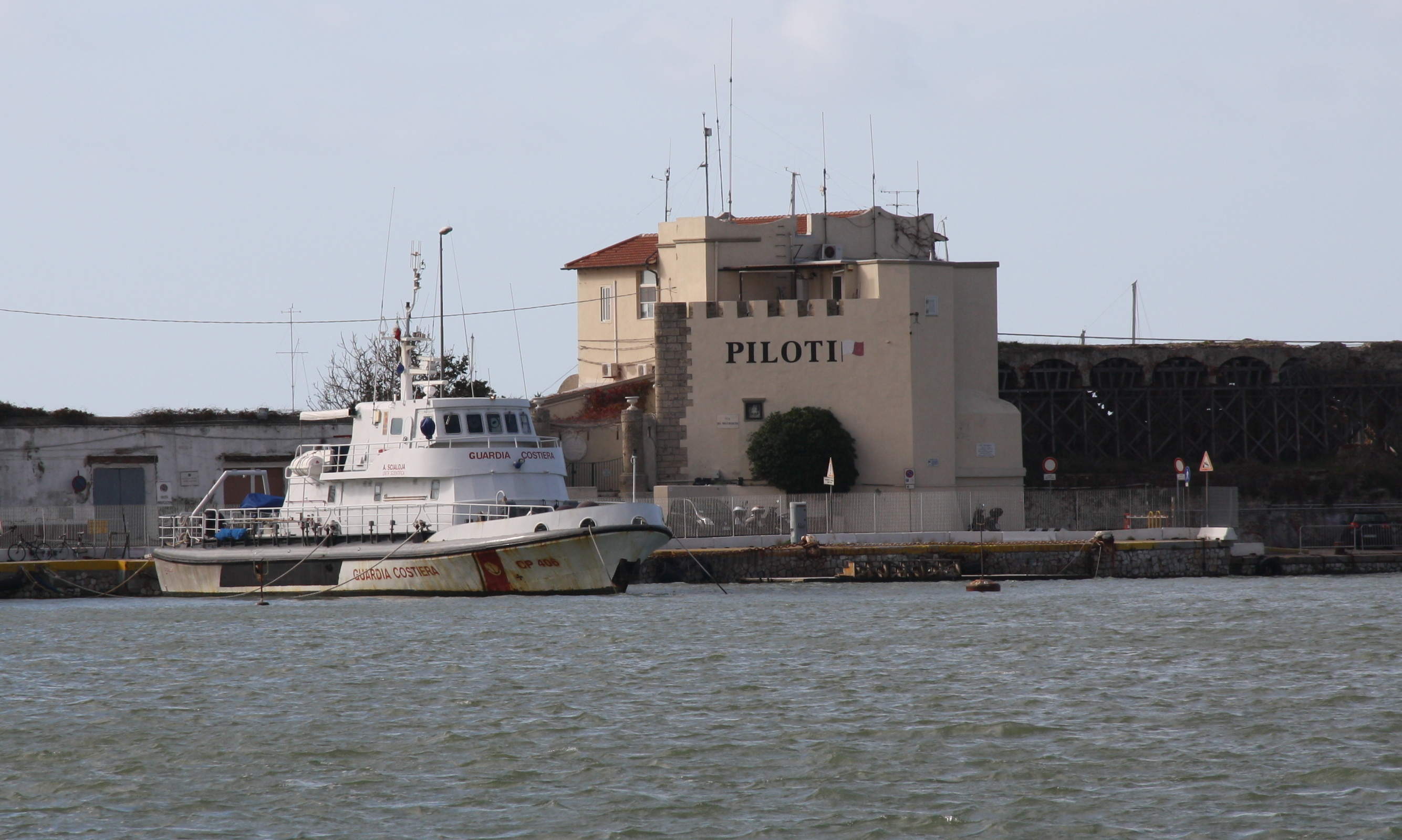
La motovedetta Scialoja ormeggiata a Livorno